# Joséphine Calamatta
Pour les articles homonymes, voir Calamatta.
Joséphine Calamatta, née Anne Joséphine Cécile Raoul-Rochette à Paris le 1er mars 1817 et morte au même lieu le 10 décembre 1893, est une artiste peintre et graveuse française.
Elle réalisa aussi bien des portraits que des œuvres allégoriques ou religieuses.

## Biographie
Anne Joséphine Cécile Raoul-Rochette naît le 1er mars 1817 dans le 10e arrondissement de Paris. Elle est la fille de l'archéologue Désiré Raoul-Rochette et la petite-fille du sculpteur Jean-Antoine Houdon par sa mère, Antoinette Claude Houdon.
Elle est surtout élevée par sa mère en compagnie de sa sœur Angéline en raison des nombreux voyages paternels.
Son travail est en premier lieu influencé par l'un de ses plus éminents professeurs, le peintre néo-classique français Jean-Auguste-Dominique Ingres, mais Hippolyte Flandrin participe également à sa formation. Elle trouve sa propre voie notamment dans l'usage de couleurs vives et frappantes qui présentent de fortes réminiscences avec la Renaissance italienne ainsi que certaines œuvres du peintre baroque espagnol Bartolomé Esteban Murillo.
En 1840, elle épouse le peintre et graveur italien Luigi Calamatta (1802–1869) qu'elle quittera mais dont elle aura une fille, Marcelline dite Lina. Celle-ci épousera en 1862 Maurice Sand, le fils de George Sand, dont Joséphine Calamatta avait réalisé un portrait en 1845 (château de Nohant).
Elle meurt le 10 décembre 1893 dans le 9e arrondissement de Paris.

## Œuvre
Selon Anne Chevereau dans son article « Joséphine Calamatta, élève d’Ingres et mère (méconnue) de Lina », les travaux de Joséphine Calamatta ont été massivement dispersés et il serait fort complexe de réaliser un catalogue. Clara Erskine Clement affirme que Calamatta a reçu deux médailles dans des Salons mais ne nous précise pas lesquels.
- L'Anniversaire de la grand-mère, localisation inconnue[réf. nécessaire].
- Portrait de Luigi Calamatta, Florence, Galerie d'Art moderne.
- Portrait de Lina Calamatta, localisation inconnue[réf. nécessaire].
- La Vierge (1842), localisation inconnue[réf. nécessaire].
- Portrait de Raoul Rochette, 1843, Compiègne, château de Compiègne.
- Eudora et Cymadaceus, 1844, localisation inconnue[réf. nécessaire].
- Maurice Sand, 1845, localisation inconnue[réf. nécessaire].
- Sainte Cécile, 1845, Montauban, musée Ingres.
- Ève, 1848), localisation inconnue[réf. nécessaire].
- Sainte Véronique, 1851, localisation inconnue[réf. nécessaire].
- La Sainte Famille, Jean le Baptiste et sainte Élisabeth, localisation inconnue[réf. nécessaire].
- Quatre peintures allégoriques des Arts et Poursuites de l'Amour, vers 1870, localisation inconnue[réf. nécessaire].
- Nuit, localisation inconnue[réf. nécessaire].
- Une ydille, 1877, localisation inconnue[réf. nécessaire].
- Chère grand-mère, 1877, localisation inconnue[réf. nécessaire].
- Philippa de Hainault, 1878, localisation inconnue[réf. nécessaire].
- Femmes avec Amour, localisation inconnue[réf. nécessaire].
- Le jour, collection privée, Paris
- La nuit, collection privée, Paris

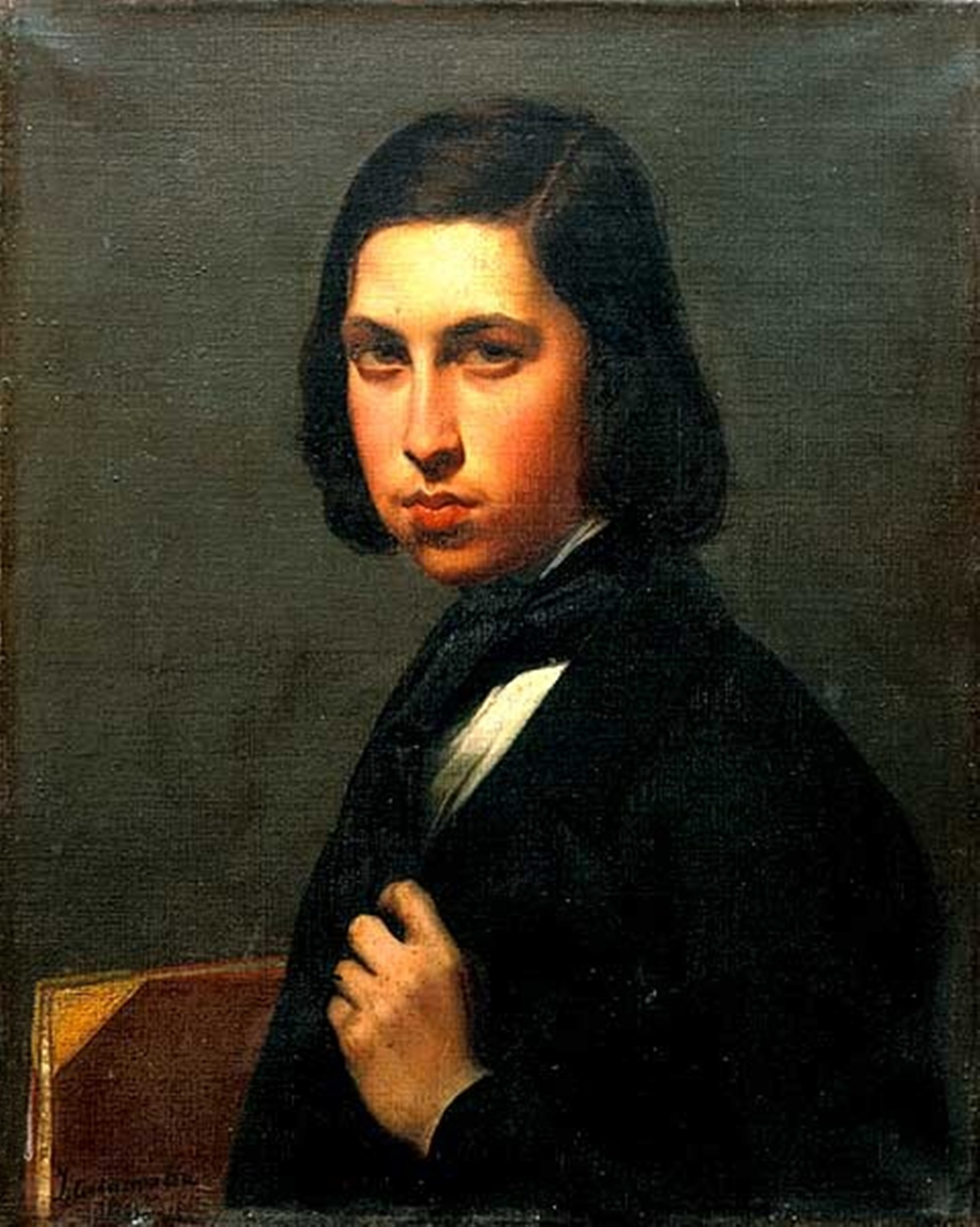
Portrait de Maurice Sand (1845), château de Nohant.
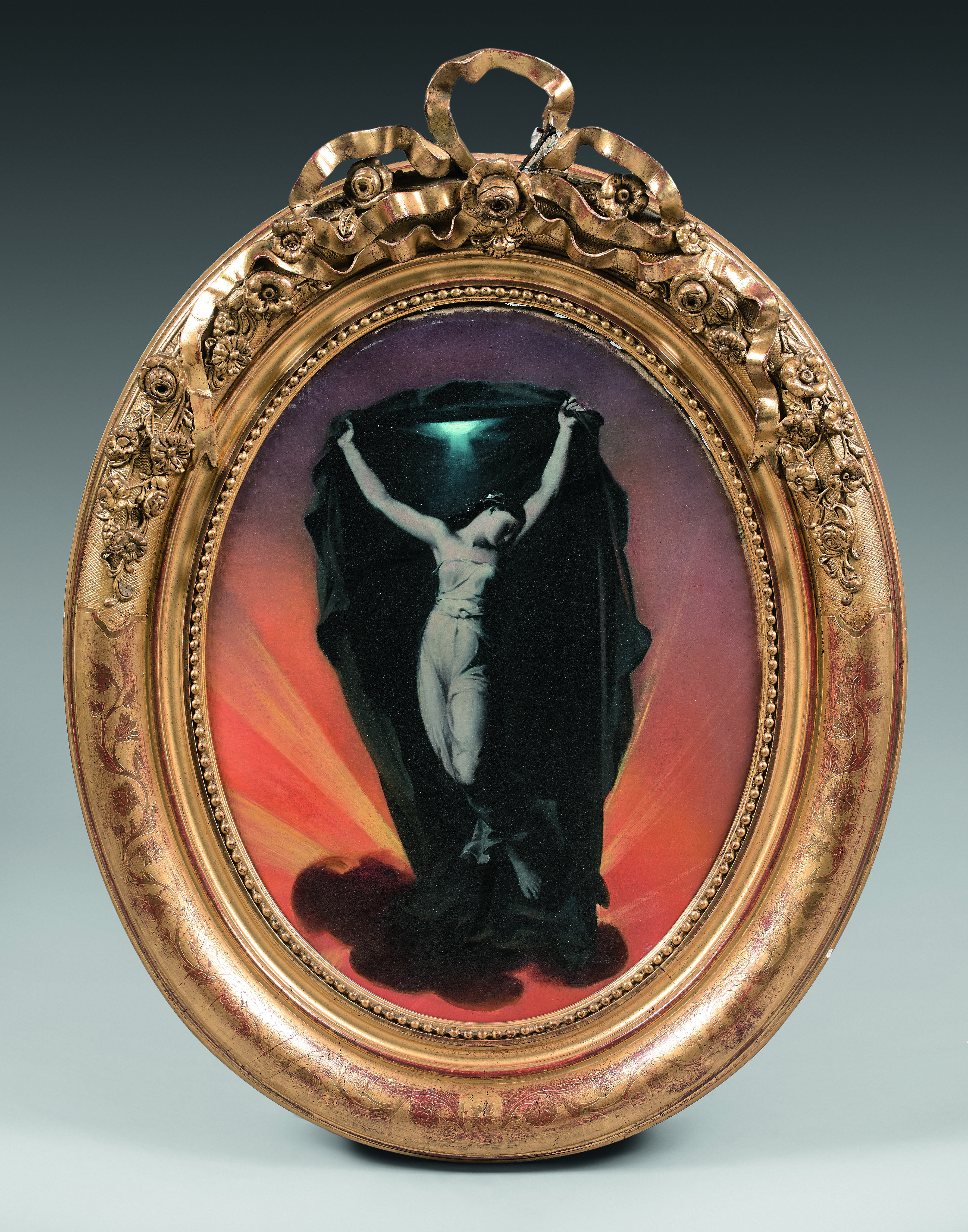
La nuit, 1815, huile sur toile ovales,  48 × 37,5 cm, collection privée, Paris.
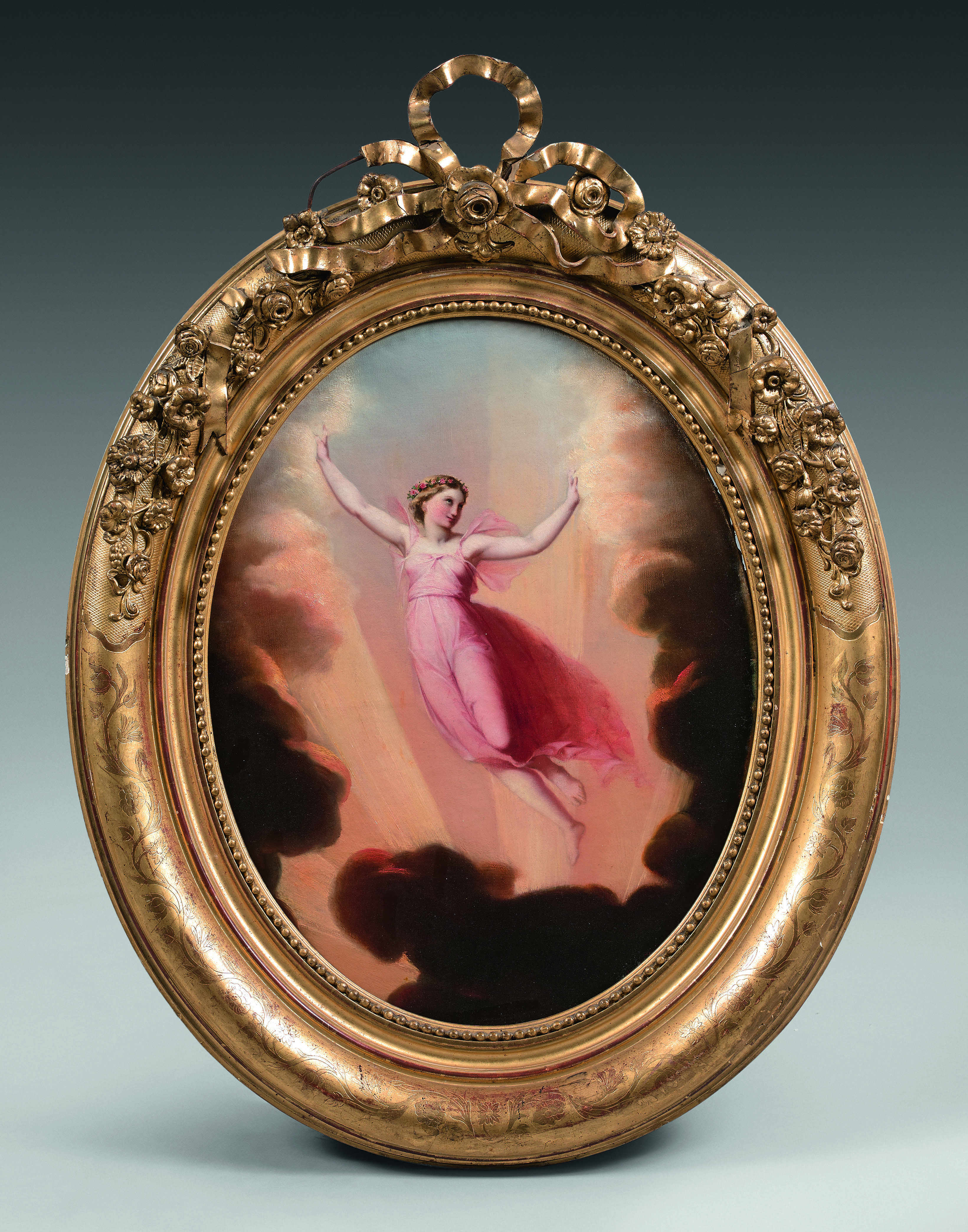
Le jour, 1815, huile sur toile ovales, 48 × 37,5 cm, collection privée, Paris.
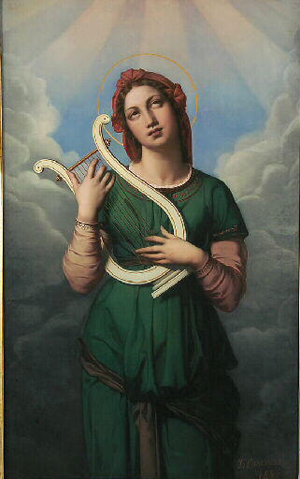
Sainte Cécile (1845), Montauban, musée Ingres.